# Tiến Quân Ca
Cette page contient des caractères spéciaux ou non latins. S’ils s’affichent mal (▯, ?, etc.), consultez la page d’aide Unicode.
Tiến Quân Ca (/tiən˧˦ kwən˧˧ kaː˧˧/ ; « La chanson du soldat ») est l'hymne national du Viêt Nam. Il a été écrit et composé par Văn Cao (1923-1995) en 1944. La chanson a été adoptée comme hymne national du Nord Vietnam en 1945, puis comme hymne national de République socialiste du Viêt Nam en 1976, après la réunification à la fin de la guerre.

## Paroles

### Version vietnamienne
| Chữ Quốc ngữ | Chữ Nôm | Transcription API (Hồ Chí Minh-Ville) | Transcription API (Hà Nội) | Transcription API (Huế) |
| --- | --- | --- | --- | --- |
| Đoàn quân Việt Nam đi, Chung lòng cứu quốc. Bước chân dồn vang trên đường gập ghềnh xa. Cờ in máu chiến thắng mang hồn nước, Súng ngoài xa chen khúc quân hành ca. Đường vinh quang xây xác quân thù, Thắng gian lao cùng nhau lập chiến khu. Điệp khúc: Vì nhân dân chiến đấu không ngừng, Tiến mau ra sa trường, Tiến lên, cùng tiến lên. Nước non Việt Nam ta vững bền. Đoàn quân Việt Nam đi, Sao vàng phấp phới Dắt giống nòi quê hương qua nơi lầm than. Cùng chung sức phấn đấu xây đời mới, Đứng đều lên gông xích ta đập tan. Từ bao lâu ta nuốt căm hờn, Quyết hy sinh đời ta tươi thắm hơn. Điệp khúc | 團軍越南𠫾終𢚸救國 𨀈蹎屯㘇𨕭唐岌𡹞賒 旗印𧖱戰勝𤞽魂渃 銃外賒𢫔曲軍行歌 塘榮光𡏦殼軍讐 勝艱勞共饒立戰區 蝶曲： 爲人民戰鬥空凝 進𨖧𦋦沙場 進𨖲共進𨖲 渃𡽫越南些凭𥾽 團軍越南𠫾𣇟鐄法沛 𢩮種内圭鄕過尼林嘆 共終飭奮鬥𡏦代買 等調𨖲杠赤些撘散 自包婁些訥咁𢤞 決犧牲代些鮮審欣 蝶曲 | [ʔɗwaːŋ˨˩˦ wəŋ˧˧ viək̚˨˩˨ naːm˧˧ ʔɗɪj˧˧ cʊwŋ͡m˧˧ lawŋ͡m˨˩ kɨw˦˥ wək̚˦˥] [ʔɓɨək̚˦˥ cəŋ˧˧ joŋ˨˩ vaːŋ˧˧ ʈəːn˧˧ ʔɗɨəŋ˨˩ ɣəp̚˨˩˨ ɣəːn˨ saː˧˧] [kəː˨˩ ʔɨn˧˧ ma(ː)w˦˥ ciəŋ˦˥ tʰaŋ˦˥ maːŋ˧˧ hoŋ˨˩ nɨək̚˦˥] [ʂʊwŋ͡m˦˥ ŋwaːj˨˩ saː˧˧ cɛŋ˧˧ kʰʊwk͡p̚˦˥ wəŋ˧˧ han˨ kaː˧˧] [ʔɗɨəŋ˨˩ vɨn˧˧ waːŋ˧˧ səj˧˧ saːk̚˦˥ wəŋ˧˧ tʰʊw˨˩] [tʰaŋ˦˥ jaːŋ˧˧ laːw˧˧ kʊwŋ͡m˨˩ ɲa(ː)w˧˧ ləp̚˨˩˨ ciəŋ˦˥ kʰʊw˧˧] [ʔɗip̚˨˩˨ kʰʊwk͡p̚˦˥] [vɪj˨˩ ɲəŋ˧˧ jəŋ˧˧ ciəŋ˦˥ ʔɗəw˦˥ kʰəwŋ͡m˧˧ ŋɨŋ˨˩] [tiəŋ˦˥ ma(ː)w˧˧ ɹaː˧˧ ʂaː˧˧ ʈɨəŋ˨˩] [tiəŋ˦˥ ləːn˧˧ kʊwŋ͡m˨˩ tiəŋ˦˥ ləːn˧˧] [nɨək̚˦˥ nɔŋ˧˧ viək̚˨˩˨ naːm˧˧ taː˧˧ vɨŋ˨˩˦ ʔɓəːn˨˩] | [ʔɗwaːn˨˩ kwən˧˧ viət̚˧˨ʔ naːm˧˧ ʔɗi˧˧ t͡ɕʊwŋ͡m˧˧ lawŋ͡m˨˩ kiw˧˦ kuək̚˦] [ʔɓɨək̚˧˦ t͡ɕən˧˧ zon˨˩ vaːŋ˧˧ t͡ɕen˧˧ ʔɗɨəŋ˨˩ ɣəp̚˧˨ʔ ɣəjŋ̟˨˩ saː˧˧] [kəː˨˩ ʔin˧˧ maw˧˦ t͡ɕiən˧˦ tʰaŋ˧˦ maːŋ˧˧ hon˨˩ nɨək̚˧˦] [sʊwŋ͡m˧˦ ŋwaːj˨˩ saː˧˧ t͡ɕɛn˧˧ xʊwk͡p̚˧˦ kwən˧˧ hajŋ̟˨˩ kaː˧˧] [ʔɗɨəŋ˨˩ vïŋ˧˧ kwaːŋ˧˧ səj˧˧ saːk̚˧˦ kwən˧˧ tʰu˨˩] [tʰaŋ˧˦ zaːn˧˧ laːw˧˧ kʊwŋ͡m˨˩ ɲaw˧˧ ləp̚˧˨ʔ t͡ɕiən˧˦ xu˧˧] [ʔɗiəp̚˧˨ʔ xʊwk͡p̚˧˦] [vi˨˩ ɲən˧˧ zən˧˧ t͡ɕiən˧˦ ʔɗəw˧˦ xəwŋ͡m˧˧ ŋɨŋ˨˩] [tiən˧˦ maw˧˧ zaː˧˧ saː˧˧ t͡ɕɨəŋ˨] [tiən˧˦ len˧˧ kʊwŋ͡m˨˩ tiən˧˦ len˧˧] [nɨək̚˧˦ nɔn˧˧ viət̚˧˨ʔ naːm˧˧ taː˧˧ vɨŋ˦ˀ˥ ʔɓen˨˩] [ʔɗwaːn˨˩ kwən˧˧ viət̚˧˨ʔ naːm˧˧ ʔɗi˧˧ saːw˧˧ vaːŋ˨˩ fəp̚˧˦ fəːj˧˦] [zat̚˧˦ zəwŋ͡m˧˦ nɔj˨˩ kwe˧˧ hɨəŋ˧˧ kwaː˧˧ nəːj˧˧ ləm˨˩ tʰaːn˧˧] [kʊwŋ͡m˨˩ t͡ɕʊwŋ͡m˧˧ sɨk̚˧˦ fən˧˦ ʔɗəw˧˦ səj˧˧ ʔɗəːj˨˩ məːj˧˦] [ʔɗɨŋ˧˦ ʔɗew˨˩ len˧˧ ɣəwŋ͡m˧˧ sïk̟̚˧˦ taː˧˧ ʔɗəp̚˧˨ʔ taːn˧˧] [tɨ˨˩ ʔɓaːw˧˧ ləw˧˧ taː˧˧ nuət̚˧˦ kam˧˧ həːn˨˩] [kwiət̚˧˦ hi˧˧ sïŋ˧˧ ʔɗəːj˨˩ taː˧˧ tɨəj˧˧ tʰam˧˦ həːn˧˧] [ʔɗiəp̚˧˨ʔ xʊwk͡p̚˧˦] | [ʔɗwaːŋ˦˩ kwəŋ˧˧ viək̚˨˩ʔ naːm˧˧ ʔɗɪj˧˧ t͡ɕʊwŋ͡m˧˧ lawŋ͡m˦˩ kɨw˨˩˦ kuək̚˦˧˥] [ʔɓɨək̚˦˧˥ t͡ɕəŋ˧˧ joŋ˦˩ vaːŋ˧˧ ʈen˧˧ ʔɗɨəŋ˦˩ ɣəp̚˨˩ʔ ɣen˦˩ saː˧˧] [kəː˦˩ ʔin˧˧ maw˨˩˦ t͡ɕiəŋ˦˧˥ tʰaŋ˦˧˥ maːŋ˧˧ hoŋ˦˩ nɨək̚˦˧˥] [ʂʊwŋ͡m˦˧˥ ŋwaːj˦˩ saː˧˧ t͡ɕɛŋ˧˧ kʰʊwk͡p̚˦˧˥ kwəŋ˧˧ hɛɲ˦˩ kaː˧˧] [ʔɗɨəŋ˦˩ vɨn˧˧ kwaːŋ˧˧ səj˧˧ saːk̚˦˧˥ kwəŋ˧˧ tʰʊw˦˩] [tʰaŋ˦˧˥ jaːŋ˧˧ laːw˧˧ kʊwŋ͡m˦˩ ɲaw˧˧ ləp̚˨˩ʔ t͡ɕiəŋ˦˧˥ kʰʊw˧˧] [ʔɗiəp̚˨˩ʔ kʰʊwk͡p̚˦˧˥] [vɪj˦˩ ɲəŋ˧˧ jəŋ˧˧ t͡ɕiəŋ˦˧˥ ʔɗəw˨˩˦ kʰəwŋ͡m˧˧ ŋɨŋ˦˩] [tiəŋ˦˧˥ maw˧˧ ʐaː˧˧ ʂaː˧˧ ʈɨəŋ˦˩] [tiəŋ˦˧˥ len˧˧ kʊwŋ͡m˦˩ tiəŋ˦˧˥ len˧˧] [nɨək̚˦˧˥ nɔŋ˧˧ viək̚˨˩ʔ naːm˧˧ taː˧˧ vɨŋ˧˨ ʔɓen˦˩] [ʔɗwaːŋ˦˩ kwəŋ˧˧ viək̚˨˩ʔ naːm˧˧ ʔɗɪj˧˧ ʂaːw˧˧ vaːŋ˦˩ fəp̚˦˧˥ fəːj˨˩˦] [jak̚˦˧˥ jəwŋ͡m˦˧˥ nɔj˦˩ kwej˧˧ hɨəŋ˧˧ kwaː˧˧ nəːj˧˧ ləm˦˩ tʰaːŋ˧˧] [kʊwŋ͡m˦˩ t͡ɕʊwŋ͡m˧˧ ʂɨk̚˦˧˥ fəŋ˦˧˥ ʔɗəw˨˩˦ səj˧˧ ʔɗəːj˦˩ məːj˨˩˦] [ʔɗɨŋ˦˧˥ ʔɗew˦˩ len˧˧ ɣəwŋ͡m˧˧ sɨt̚˦˧˥ taː˧˧ ʔɗəp̚˨˩ʔ taːŋ˧˧] [tɨ˦˩ ʔɓaːw˧˧ ləw˧˧ taː˧˧ nuək̚˦˧˥ kam˧˧ həːŋ˦˩ [kwiək̚˦˧˥ hɪj˧˧ ʂɨn˧˧ ʔɗəːj˦˩ taː˧˧ tɨj˧˧ tʰam˦˧˥ həːŋ˧˧] [ʔɗiəp̚˨˩ʔ kʰʊwk͡p̚˦˧˥] |

### Traduction française
Soldats vietnamiens avançons,
Mus par la même volonté de sauver la patrie.
Nos pas redoublés résonnent sur la route longue et rude.
Notre drapeau, qui se teint du sang de la victoire,
Porte l'âme de la nation.
Le lointain grondement des canons rythme
Les accents de notre marche.
Le chemin de la gloire se pave de cadavres ennemis.
Triomphant des difficultés, ensemble,
Nous édifions nos bases de résistance.
Jurons de lutter sans répit pour la cause du peuple.
Courons vers le champ de bataille !
En avant ! Tous ensemble, en avant !
La patrie vietnamienne est solide et durable.
Soldats vietnamiens avançons,
L'étoile d'or au vent.
Conduisant notre peuple et notre patrie
Hors de la misère et des souffrances.
Unissons nos efforts dans la lutte
Pour l'édification de la vie nouvelle.
Debout ! D'un même élan, brisons nos fers !
Depuis si longtemps, nous avons contenu notre haine !
Soyons prêts à tous les sacrifices pour que notre vie soit radieuse.
Jurons de lutter sans répit pour la cause du peuple.
Courons vers le champ de bataille !
En avant ! Tous ensemble, en avant !
La patrie vietnamienne est solide et durable.</poem>